# Elvinn Keo
Elvinn Keo Jinn Chung (* 18. Mai 1988 in Penang) ist ein malaysischer Squashspieler.

## Karriere
Elvinn Keo spielt seit 2007 auf der PSA World Tour und gewann auf dieser bislang zwei Titel. Seine höchste Platzierung in der Weltrangliste erreichte er mit Rang 91 im September 2013. Er nahm 2011 an der Asienmeisterschaft teil und erreichte das Viertelfinale, in dem er Ong Beng Hee in vier Sätzen unterlag. Als Kadermitglied der malaysischen Nationalmannschaft wurde er für die Südostasienspielen im Jahr 2007 nominiert. Keo gewann die Einzelkonkurrenz und sicherte sich so die Goldmedaille.

## Erfolge
- Gewonnene PSA-Titel: 2
- Südostasienspiele: 1 × Gold (Einzel 2007)